# Вільянуева-дель-Асераль
Вільянуева-дель-Асераль (ісп. Villanueva del Aceral) — муніципалітет в Іспанії, у складі автономної спільноти Кастилія-і-Леон, у провінції Авіла. Населення — 159 осіб (2010).
Муніципалітет розташований на відстані близько 120 км на північний захід від Мадрида, 44 км на північ від Авіли.

## Демографія
Динаміка населення (INE ):